# Partula gibba
Partula gibba és una espècie de gastròpode eupulmonat terrestre de la família Partulidae. Es troba a Guam i les Illes Mariannes Septentrionals.